# Isidorea veris
Isidorea veris är en måreväxtart som beskrevs av Erik Leonard Ekman, Annette Aiello och Attila L. Borhidi. Isidorea veris ingår i släktet Isidorea och familjen måreväxter.
Artens utbredningsområde är Haiti. Inga underarter finns listade i Catalogue of Life.